# ویلیام جونز (قایقران روئینگ)
ویلیام جونز (انگلیسی: William Jones; ۱۹۲۵ – ۷ اوت ۲۰۱۴) قایقران روئینگ اهل اروگوئه بود.